# Drap de neteja

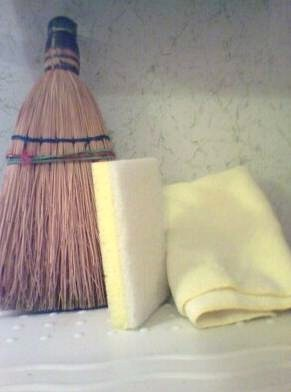
Escombra, esponja i drap

Un drap o pedaç de neteja, de fregar o de rentar/llavar (i pellot a la Catalunya del Nord) és un estri tèxtil de forma quadrangular que s'utilitza en tasques de neteja.
Els draps serveixen per a eliminar la pols, retirar la brutícia de certes superfícies, eixugar objectes humits, fregar el terra, les rajoles o els taulells.

## Menes de draps
Els draps de neteja són fabricats en cotó. Serveixen per a retirar la brutícia superficial o per a eixugar les superfícies que han estat humitejades. S'utilitzen per a eixugar vidres, fogons, rajoles, sanitaris, etc. després de l'aplicació dels respectius productes de neteja i el posterior esbandiment.
Per a netejar la pols es recomana d'utilitzar draps de llana que absorbeixen millor les partícules o bé d'emprar els anteriors lleugerament humitejats perquè la pols s'hi impregni. Per a la neteja de la fusta és convenient d'impregnar el drap lleugerament amb glicerina o utilitzar algun netejador específic.
La neteja en tot cas s'ha de fer arrossegant el drap per la superfície de dalt a baix provocant d'aquesta manera que la brutícia caigui a terra i no resti surant per l'aire.
La neteja del drap es fa periòdicament en aigua amb lleixiu.
- Els draps de cuina o pedaços de cuina són fabricats en teixit de ris i s'utilitzen per a eixugar-se les mans o altres superfícies durant les tasques de cuina o per a eixugar la vaixella. També poden ser parracs, dits també drapots, (es)cassigalls, pedaços, pellingots, pelleringos, pellerots, pellots, ço és trossos de roba vella.

Són útils també quan es vol eixugar els estris de cuina (dits també torcadors), vaixella o cristalleria bé aplicant directament bé col·locant els objectes a sobre perquè s'escorrin.

## Alternatives al drap

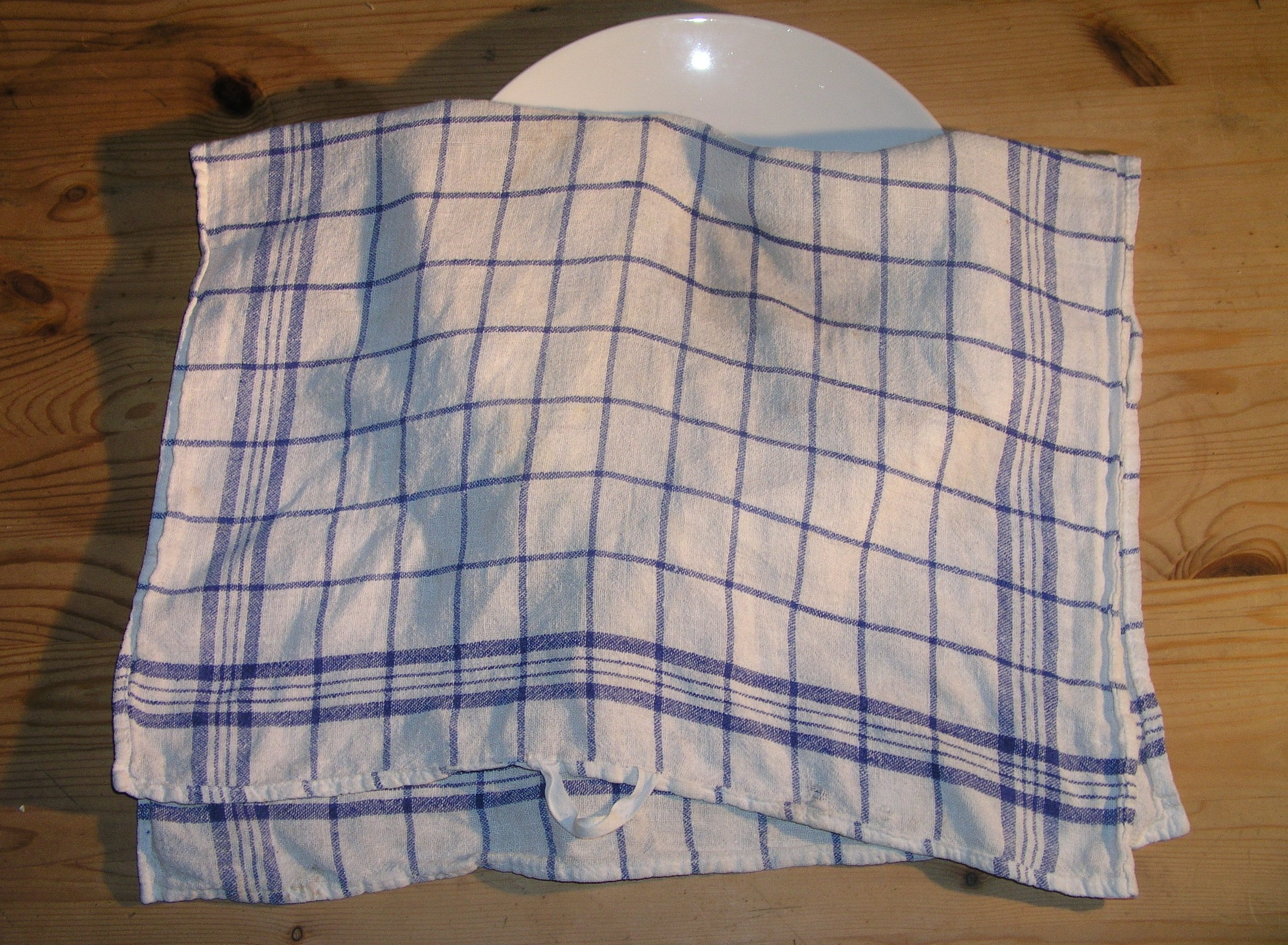
Drap de cotó

A més del drap hi ha altres estris que s'empren per a l'eliminació de la pols superficial. L'ús del llautó només es recomana per a netejar racons i espais elevats, ja que no recull la brutícia sinó que simplement la desplaça. Per a treure la pols també s'utilitzen camusses de fibres sintètiques que l'atrapen gràcies a la generació d'electricitat estàtica. En les tasques d'eixugament, cada vegada és més habitual l'ús de paper de cel·lulosa l'avantatge és que no necessita manteniment essent un material d'un sol ús. Si la humitat és molt abundant o si cal tractar restes de menjar, el que és convenient és la utilització d'una baieta si una vegada neta la superfície, es vol emprar un drap per a eixugar.
Les peces de vestir velles, sobretot, les de llana o cotó, poden fer la funció de draps convenientment tallades en trossos i seleccionades les parts llises i amples. Fins i tot els vells guants de llana poden servir per a funcions de neteja.